# Zgodovina prerokov in kraljev
Zgodovina prerokov in kraljev (arabsko تاريخ الرسل والملوك, latinizirano: Tārīkh al-Rusul wa al-Mulūk), bolj znana kot Tarikh al-Tabari (تاريخ الطبري), Tarikh-i Tabari ali al-Tabarijeva zgodovina (perzijsko تاریخ طبری) je zgodovinska kronika, napisana v arabskem jeziku, ki jo je leta 915 dokončal muslimanski zgodovinar Mohamed ibn Džarir al-Tabari (225–310 po hidžri, 838–923 n. št.). Začne se z stvaritvijo in prikazuje muslimansko in bližnjevzhodno zgodovino od mitov in legend, povezanih s Staro zavezo, do zgodovine abasidskega obdobja do leta 915. K Zgodovini je bil napisan dodatek ali nadaljevanje, katerega avtor je al-Tabarijev učenec  Abu Abdulah bin Ahmed bin Džafar al-Fargani.

## Izdaje
Med različne izdaje Letopisov spadajo tudi: 
- Izdaja urednika M.J. de Goeje v treh serijah, ki obsega 13 zvezkov in dva dodatna zvezka s kazalom, uvodom in glosarijem (Leiden, 1879–1901).
- Izdaja urednika Mohameda Abu al-Fadl Ibrahima (1905-1981) v 10 zvezkih (Kairo: Dar al-Ma'arif, 1960-1969).
- Perzijski povzetek Letopisov, ki ga je leta 963 naredil samanidski učenjak al-Balami, in v francoščino prevedel Hermann Zotenberg (zv. i.-iv., Pariz, 1867–1874).
- Angleški prevod v 39 zvezkih (plus kazalo), ki ga je izdala založba State University of New York Press od 1985 do 2007. Prevod so urejali različni uredniki in 29 prevajalcev. ISBN 978-0-7914-7249-1 (hc), ISBN 978-0-7914-7250-7 (pb), Avtor: Tabari (različni prevajalci), Založnik: SUNY Press.[5]

### Vsebina SUNY Pressove izdaje
- Zv. 01: Splošni uvod in zgodovina od stvarjenja do potopa (Franz Rosenthal)
- Zv. 02: Preroki in patriarhi (William Brinner)
- Zv. 03: Otroci Izraela (William Brinner)
- Zv. 04: Starodavna kraljestva (Moshe Perlmann)
- Zv. 05: Sasanidi, Bizantinci, Lahmidi in Jemen (C. E. Bosworth)
- Zv. 06: Mohamed v Meki (W. Montgomery Watt in M.V. McDonald)
- Zv. 07: Ustanovitev islamske skupnosti – Mohamed v Medini v letih 622-626 (M.V. McDonald)
- Zv. 08: Zmaga islama (Michael Fishbein)
- Zv. 09: Zadnja prerokova leta: ustanovitev države v letih 630-632, 8-11 po hidžri (Ismail Poonawala)
- Zv. 10: Osvojitev Arabije, 632-633, 11 po hidžri (Fred M. Donner)
- Zv. 11: Izziv cesarstvom (Khalid Blankinship)
- Zv. 12: Bitka pri al-Kadisiju in muslimanska osvojitev Sirije in Palestine (Yohanan Friedmann)
- Zv. 13: Osvojitev Iraka, jugozahodne Perzije in Egipta; srednja leta Omarjevega kalifata, 636-642, 15-21 po hidžri (G.H.A. Juynboll)
- Zv. 14: Osvojotev Irana, 641-643, 21-23 po hidžri (G. Rex Smith)
- Zv. 15: Kriza zgodnjega kalifata: vladavina Utmana, 644-656, 24-35 po hidžri (R. Stephen Humphreys)
- Zv. 16: Razdelitev skupnosti: kalifat Alija I., 656-657, 35-36 po hidžri (Adrian Brockett)
- Zv. 17: Prva državljanska vojna: od bitke pri Sifinu do Alijeve smrti, 656-661, 36-40 po hidžri (G. R. Hawting)
- Zv. 18: Obdobje med državljanskima vojnama: Muavijev kalifat 660-680, 40-66 po hidžri  (Michael G. Morony)
- Zv. 19: Kalifat Jazida I., 680-683, 60-64 po hidžri (I.K.A. Howard)
- Zv. 20: Propad SufjanidovSafjanidov in prenos oblasti na Marvanide; kalifata Muavije I. in Marvana II. (G. R. Hawting)
- Zv. 21:  Zmaga Marvanidov, 685-693, 66-73 po hidžri (Michael Fishbein)
- Zv. 22: Restavracija Marvanidov: kalifat Abd al-Malika ibn Marvana,  693-701, 74-81 po hidžri (Everett K Rowson)
- Zv. 23: Zenit Marvanidska hiše: zadnja leta abd al-Malika in kalifat al-Valida I., 700-715, 81-95 po hidžri (Martin Hinds)
- Zv. 24: Prehodno obdobje: kalifati Sulejmana Abd al-Malika, Omarja II. in Jazida II.,  715-724, 96-105 po hidžri (Stephan Powers)
- Zv. 25: Konec širitve: kalifat Hišama, 724-738, 105-120 po hidžri (Khalid Blankinship)
- Zv. 26: Zaton Omajadskega kalifata: uvod v revolucijo, 738-744, 121-126 po hidžri (Carole Hillenbrand)
- Zv. 27: Abasidska revolucija, 743-750, 126-132 po hidžri (John Alden Williams)
- Zv. 28: Potrditev abasidske oblasti: zgodnja leta al-Mansurja  (Jane Dammen McAuliffe)
- Zv. 29:  Al-Mansur in al-Mahdi, 763-786, 146-169 po hidžri (Hugh N. Kennedy)
- Zv. 30: Abasidski kalifat v ravnotežju: kalifata  Muse al-Hadija in Haruna al-Rašida, 785-809, 169-192 po hidžri (C. E. Bosworth)
- Zv. 31: Četrta fitna – vojna med brati, 809-813, 193-198 po hidžri (Michael Fishbein)
- Zv. 32: Oblast absolutistov: kalifat al-Mamuna, 813-833, 198-213 po hidžri (C. E. Bosworth)
- Zv. 33: Nevihta in stres vzdolž severnih meja Abasidskega kalifata (C.E. Bosworth)
- Zv. 34: Začetek upadanja: kalifati Al-Vatika, al-Mutavakila in al-Muntasirja, 841-863, 227-248 po hidžri (Joel L Kraemer)
- Zv. 35: Kriza Abasidskega kalifata (George Saliba)
- Zv. 36: Zandžev upor,  869-879, 255-265 po hidžri (David Waines)
- Zv. 37: Okrevanje Abasidov, vojna proti Zandžu se konča (Philip M Fields)
- Zv. 38: Vrnitev kalifata v Bagdad: kalifati al-Mutadida, al-Muktafila in al-Muktadirja, 892-915 (Franz Rosenthal)
- Zv. 39: Biografije prerokovih spremljevalcev in njihovih naslednikov: al-Tabarijev dodatek k njegovi Zgodovini (Ella Landau-Tasseron)
- Zv. 40: Indeks (Alex V Popovkin pod nadzorom Everetta K. Rowsona)